# Vouvray-sur-Loir

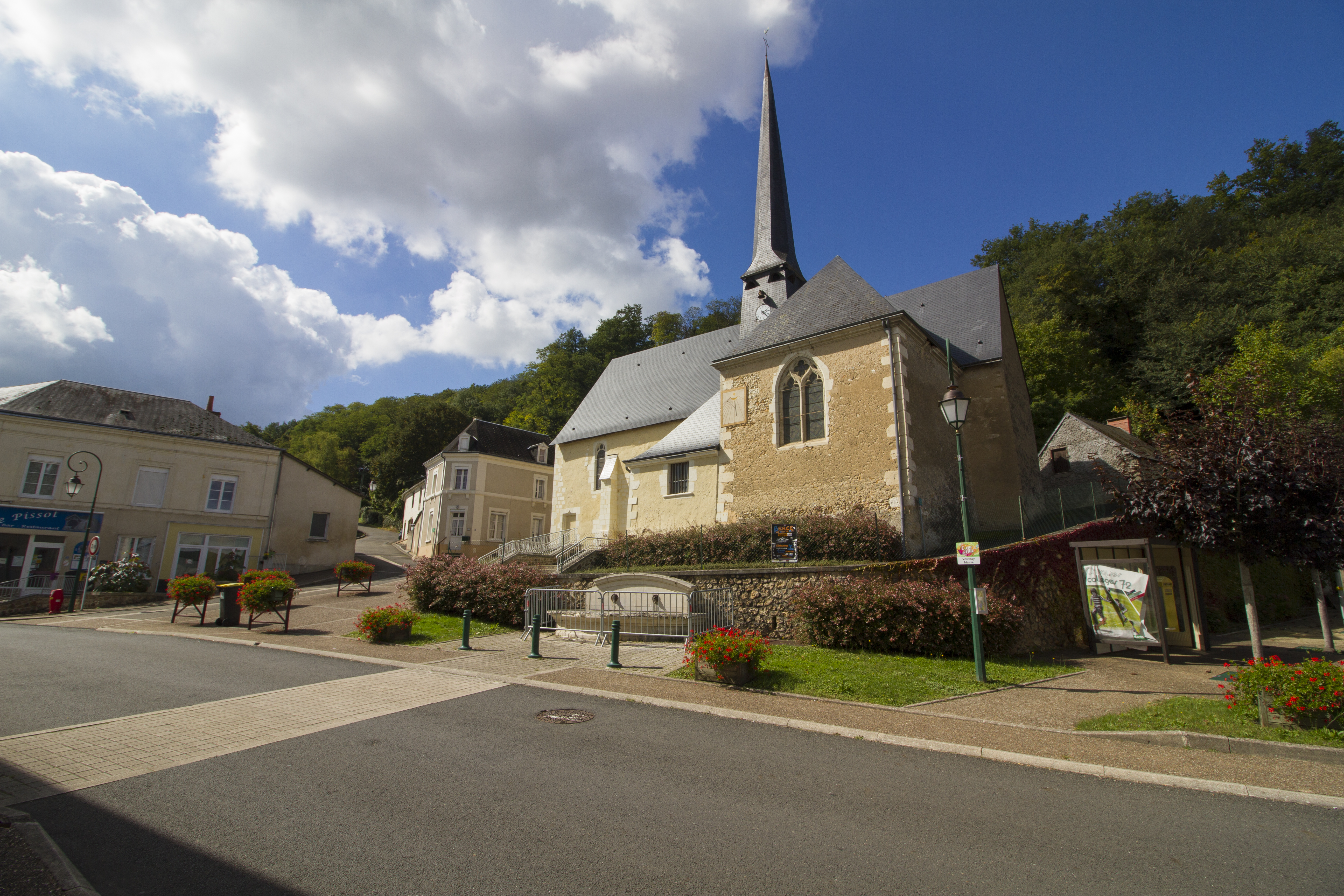
Die Kirche von Vouvray-sur-Loir

Vouvray-sur-Loir ist eine Commune déléguée in der französischen Gemeinde Montval-sur-Loir mit 764 Einwohnern (Stand 1. Januar 2022) im Département Sarthe in der Region Pays de la Loire.
Die Gemeinde Vouvray-sur-Loir wurde am 1. Oktober 2016 mit Montabon und Château-du-Loir zur Commune nouvelle Montval-sur-Loir zusammengeschlossen. Sie gehörte zum Arrondissement La Flèche und zum Kanton Château-du-Loir.
Ein Ortsteil der Gemeinde Vouvray-sur-Loir war Coëmont (früher auch Cohémon geschrieben), wo sich die Brücke über den Loir befindet.

## Sehenswürdigkeiten
- Kirche Saint-Martin (12.–16. Jahrhundert)